# Nusa Kodi
Nusa Kodi ist eine kleine indonesische Insel im Timorarchipel (Kleine Sundainseln). Sie gehört zum Regierungsbezirk (Kabupaten) Rote Ndao in der Provinz Ost-Nusa Tenggara.
Nusa Kodi liegt vor der Nordküste der Insel Roti und ist, wie die größere Nachbarinsel Ndoa im Westen, unbewohnt.